# Ван дер Эльст, Лео
Лео ван дер Эльст (нидерл. Leo van der Elst; род. 7 января 1962, Опвейк, Бельгия) — бельгийский футболист, полузащитник. Известен по выступлениям за «Варегем» и сборную Бельгии. Участник чемпионата мира 1986 года. Лео — младший брат бельгийского футболиста Франсуа ван дер Эльста.

## Клубная карьера
Ван дер Эльст начал профессиональную карьеру в клубе «Антверпен». В 1979 году он дебютировал за команду в Жюпиле лиге. С первого сезона Лео показал уверенную игру и завоевал место в основе. В 1984 году он перешёл в «Брюгге». В 1986 году ван дер Эльст завоевал Кубок Бельгии, а через год стал чемпионом страны.
В 1988 году Лео перешёл во французский «Метц», но уже через полгода покинул команду и присоединился к нидерландскому «Валвейку». Летом 1989 года он вернулся на родину, где выступал за «Шарлеруа» и «Генк». В 1995 году Лео завершил карьеру в клубе второго дивизиона «Эйндрахт Алст».

## Международная карьера
17 апреля 1984 года в товарищеском матче против сборной Польши ван дер Эльст дебютировал за сборную Бельгии. В 1986 году он поехал на Чемпионат мира в Мексику. На турнире Лео принял участие во встречах против сборных Испании, СССР и Франции.

## Достижения
Командные
 «Брюгге»
- Чемпионат Бельгии по футболу — 1987/1988
- Обладатель Кубка Бельгии — 1986
- Обладатель Суперкубка Бельгии — 1986